# Yokohama Independents' Trophy
Lo Yokohama Independents' Trophy, nel 2005 noto come Michelin Independents' Trophy, è il trofeo assegnato a piloti e team privati che prendono parte al campionato del mondo turismo. Il trofeo è suddiviso in due parti: una premia il pilota che ha raggiunto il maggior numero di punti a fine stagione, l'altra sezione invece riconosce il miglior team privato della stagione.

## Regolamento
Per ciascuna delle due gare in programma in ogni weekend, i punti vengono assegnati ai piloti in questo ordine: 10 punti al primo, 8 al secondo, 6 al terzo, 5 al quarto, 4 al quinto, 3 al sesto, 2 al settimo e 1 all'ottavo classificato. Negli ultimi appuntamenti della stagione, che vengono corsi solitamente in Estremo Oriente, il punteggio è il seguente: 20 punti al primo, 16 al secondo, 12 al terzo, 10 al quarto, 8 al quinto, 6 al sesto, 4 al settimo e 2 all'ottavo. Dalla stagione 2009 viene attribuito un punto aggiuntivo anche agli autori della pole position e dei giri più veloci tra gli indipendenti. Nello stesso anno erano inoltre previsti tre punti addizionali per ogni punto ottenuto nella classifica generale del campionato. Nel 2010 il punto addizionale è invece diventato uno, anziché tre, per ogni punto della graduatoria assoluta; successivamente, nel corso della stessa stagione, questa regola è stata eliminata del tutto.
Analogamente a quanto avviene per i piloti, al termine della stagione viene premiato anche il team privato che ha totalizzato il maggior numero di punti. Il punteggio alle squadre viene assegnato in funzione dei piazzamenti ottenuti in gara da un massimo di due piloti per ciascun team.

## Albo d'oro
Per quanto riguarda il trofeo riservato ai piloti, guidano la speciale classifica Tom Coronel e Sergio Hernández con due successi, seguiti da Marc Hennerici, Stefano D'Aste, Kristian Poulsen, Norbert Michelisz e James Nash con un successo all'attivo. Il record di punti in una stagione appartiene a Coronel, 233 nel 2009. Tra i team è la scuderia Proteam Motorsport a vantare il record di successi, quattro in nove edizioni del trofeo; il team è anche detentore di un altro primato, quello dei punti messi a segno in una stagione, 334 nel 2008. Le altre scuderie vincitrici sono GR Asia, Sunred Motorsport Development, Liqui Moly Team Engstler, Lukoil Racing Team e RML.

### Piloti
| Stagione | Campione                      | Secondo                    | Terzo                            |
| -------- | ----------------------------- | -------------------------- | -------------------------------- |
| 2005     | Marc Hennerici (114 punti)    | Giuseppe Cirò (107 punti)  | Stefano D'Aste (96 punti)        |
| 2006     | Tom Coronel (178 punti)       | Luca Rangoni (100 punti)   | Stefano D'Aste (93 punti)        |
| 2007     | Stefano D'Aste (152 punti)    | Luca Rangoni (150 punti)   | Pierre-Yves Corthals (124 punti) |
| 2008     | Sergio Hernández (186 punti)  | Franz Engstler (149 punti) | Stefano D'Aste (137 punti)       |
| 2009     | Tom Coronel (233 punti)       | Félix Porteiro (220 punti) | Franz Engstler (158 punti)       |
| 2010     | Sergio Hernández (156 punti)  | Franz Engstler (127 punti) | Kristian Poulsen (117 punti)     |
| 2011     | Kristian Poulsen (141 punti)  | Michel Nykjær (139 punti)  | Franz Engstler (125 punti)       |
| 2012     | Norbert Michelisz (139 punti) | Pepe Oriola (126 punti)    | Stefano D'Aste (122 punti)       |
| 2013     | James Nash (208 punti)        | Alex MacDowall (168 punti) | Michel Nykjær (134 punti)        |

### Scuderie
| Stagione | Campione                                  | Secondo                              | Terzo                                       |
| -------- | ----------------------------------------- | ------------------------------------ | ------------------------------------------- |
| 2005     | Proteam Motorsport (203 punti)            | GR Asia (142 punti)                  | Wiechers-Sport (114 punti)                  |
| 2006     | GR Asia (247 punti)                       | Proteam Motorsport (192 punti)       | JAS Motorsport (132 punti)                  |
| 2007     | Proteam Motorsport (234 punti)            | Wiechers-Sport (152 punti)           | Exagon Engineering (145 punti)              |
| 2008     | Proteam Motorsport (334 punti)            | Liqui Moly Team Engstler (228 punti) | Exagon Engineering (112 punti)              |
| 2009     | Sunred Motorsport Development (304 punti) | Proteam Motorsport (239 punti)       | Liqui Moly Team Engstler (212 punti)        |
| 2010     | Proteam Motorsport (248 punti)            | bamboo-engineering (189 punti)       | Liqui Moly Team Engstler (162 punti)        |
| 2011     | Liqui Moly Team Engstler (259 punti)      | Sunred Engineering (200 punti)       | Proteam Racing (172 punti)                  |
| 2012     | Lukoil Racing Team (182 punti)            | ROAL Motorsport (178 punti)          | Tuenti Racing Team (146 punti)              |
| 2013     | RML (260 punti)                           | bamboo-engineering (183 punti)       | ALL-INKL.COM Münnich Motorsport (150 punti) |